# Ali al-Atassi

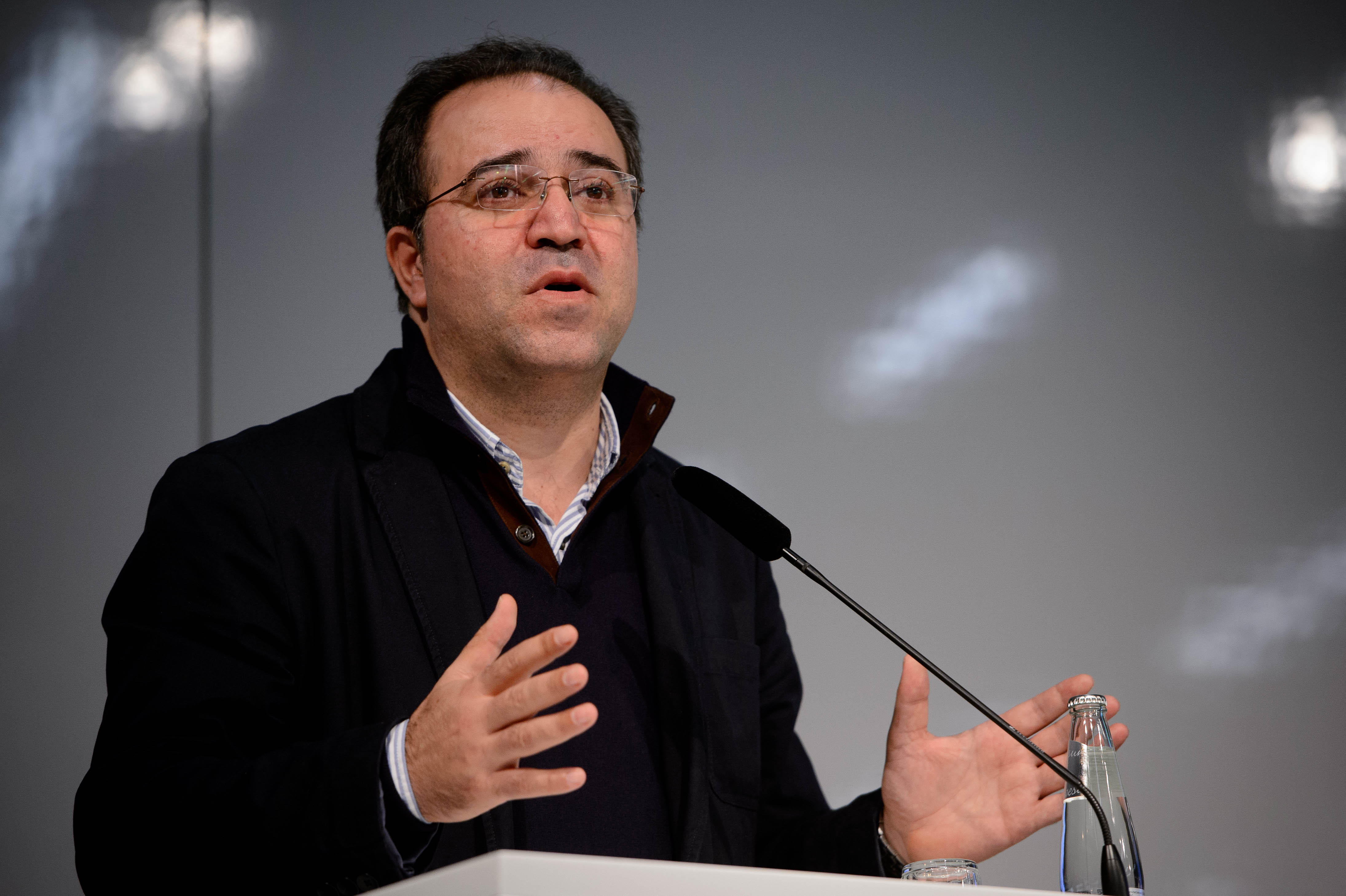
Ali al-Atassi, 2014

Mohammad Ali al-Atassi (arabisch محمد علي الأتاسي, DMG Muḥammad ʿAlī al-Atāssī; * 1967 in Damaskus, Syrien) ist Journalist und Dokumentarfilm-Regisseur.

## Leben
Atassi studierte Bauingenieurwesen an der Universität Damaskus und Geschichte an der Sorbonne Paris 4.
Nachdem er als wissenschaftlicher Mitarbeiter an der Sorbonne gearbeitet hatte, begann er für arabische und internationale Zeitungen über politische und kulturelle Themen zu schreiben, insbesondere für die wöchentliche Kulturbeilage Mulhaq der libanesischen Tageszeitung al-Nahar.
Seit 2001 hat er vier Dokumentarfilme gedreht und mehrere Kurz- und Dokumentarfilme produziert. Seine Filme wurden weltweit auf Festivals gezeigt und mit internationalen Preisen ausgezeichnet. Er ist der Gründer von Bidayyat for Audiovisual Arts (2012–2020).
Im Jahr 2001 drehte Atassi seinen ersten Dokumentarfilm „Ibn al-am / Cousin“ über den syrischen Dissidenten Riad al-Turk und seine 18-jährige Erfahrung als politischer Gefangener in syrischen Gefängnissen. 2012 drehte er einen zweiten Film über Turk, „Ibn Al Am Online“, in dem er Turks Perspektiven zur syrischen Revolution beleuchtet. Sein Film „Waiting for Abu Zaid“ aus dem Jahr 2010 zeigt den ägyptischen Intellektuellen Nasr Hamid Abu Zaid, einen Pionier reformistischer Ideen zum Islam. Sein letzter Film „Our Terrible Country“ handelt von der syrischen Revolution, die zum Krieg wurde, dem Schriftsteller Yassin al-Haj Saleh und seiner Reise ins Exil. Der Film wurde 2014 mit dem Grand Prix von FID Marseille ausgezeichnet.